# Spandau Ballet
Spandau Ballet war eine New-Romantic-Band sowie Pop- und Dance-Band. Sie wurde in den späten 1970er Jahren gegründet und stammt aus dem Londoner Stadtbezirk Islington. Ihre größten Erfolge feierte sie zwischen Herbst 1980 und Frühjahr 1987, darunter waren Hits wie To Cut a Long Story Short, Chant No. 1 (I Don’t Need This Pressure On), True, Gold, Through the Barricades und Fight for Ourselves.
Mitte 1990 löste sich die Gruppe auf. Fast 20 Jahre später kehrte die Originalbesetzung im Herbst 2009 wieder mit einem neuen Album und Live-Auftritten zurück.

## Bandgeschichte

### Anfänge
Die Schulfreunde Gary Kemp und Steve Norman besuchten die Dame Alice Owen’s School im Londoner Stadtteil Islington und teilten das Interesse an Musik.
Die Band gründete sich 1976 und nannte sich zunächst The Roots, mit Kemp und Norman an der Gitarre. Norman übernahm später Saxofon und Percussion. Später stieß der Mitschüler John Keeble dazu, der Norman kennengelernt hatte, als er sein Schlagzeug im Musikraum der Schule lagerte. Die Drei trafen sich regelmäßig in den Mittagspausen zum Proben. Nach Keeble stieß der Bassist Michael Ellison zur Band. Tony Hadley, ein Bekannter von Norman, übernahm den Gesang und komplettierte das Quintett. Man spielte überwiegend Coverversionen etwa von den Rolling Stones oder den Kinks.
Nach einigen Monaten wurde Michael Ellison am Bass durch Richard Miller ersetzt, bis zuletzt Gary Kemps Bruder Martin Kemp einige Jahre später zur Band stieß und die Rolle des Bassisten übernahm. Zu dieser Zeit hatten die Gruppe bereits einige Live-Erfahrung gesammelt. Steve Dagger, ein gemeinsamer Freund der Bandmitglieder, wurde von Gary Kemp und Norman gebeten, das Management zu übernehmen. Dagger wurde schnell zum integralen Bestandteil des beginnenden und dauerhaften Erfolgs. Die Band benannte sich 1976 zunächst in The Makers, später in The Cut und dann in The Gentry um.

### Erfolge als Spandau Ballet
1979 änderten sie den Namen schließlich in Spandau Ballet. Der Journalist Robert Elms, der mit der Band befreundet war und für das britische Modemagazin The Face schrieb, sah diesen Namen an der Wand einer Toilette in einem Berliner Nachtklub im Zusammenhang mit dem Kriegsverbrechergefängnis in Berlin-Spandau, was die Musiker zu ihrem Bandnamen inspirierte. Eine andere Erklärung ist die Übernahme eines sarkastischen militärischen Ausdruckes aus dem Ersten Weltkrieg. Alliierte Soldaten nannten das Bewegen von Leichen, die im Stacheldraht von Schützengrabensystemen hängend von deutschen Spandau-MGs getroffen wurden, „Spandau-Ballett“. Hinter der Umbenennung verbarg sich aber kein politischer Ansatz, die Gruppe gab sich zu Beginn ihrer Karriere vielmehr betont unpolitisch. Der Musikstil wechselte ins Elektronische, als die Bandmitglieder häufig die Londoner Clubszene um das „Sally's“ und das „Blitz“ besuchten, wo sie mit der Musik von Kraftwerk und Telex in Kontakt kamen. Im „Blitz“ wurde die Modebewegung der New Romantics geboren, die sich selbst zunächst Blitz-Kids nannten.
Spandau Ballet war eine der ersten Bands dieser Musik- und Modebewegung. Die Band, die durch die Kontakte mit den angesagten Clubs bereits zu Beginn ihrer Laufbahn dort auftreten konnte, erspielte sich schnell eine große lokale Fangemeinde. Die ersten Auftritte der Band, beginnend am 17. November 1979 auf einer Privatfeier und organisiert vom eigentlichen Initiator der Band, dem Manager und Clubbesitzer Steve Dagger, wurden durch Mundpropaganda gezielt in Clubs lanciert, ohne die Musikpresse oder interessierte Plattenfirmen einzuladen und um die „Rockisten“ zu verärgern, wie der Auftritt im Scala Kino im März 1980. (Ende 1979 hatte die Band von Chris Blackwell, dem Chef von Island Records, einen Plattenvertrag angeboten bekommen, den die Musiker jedoch ablehnten, weil sie eine eigene Plattenfirma ins Leben rufen wollten). Dagger versendete auch keine Demobänder der Band und beeinflusste die Kritiken der Musikpresse durch gezielte Informationen. So schickte er Robert Elms mit einer Kritik zum NME und Barry Cain zum Record Mirror. Nach der Ausstrahlung der halbstündigen Dokumentation 20th Century Box für den Privatkanal London Weekend bemühten sich mehrere Major-Plattenlabel nach nur acht Auftritten der Band um einen Vertrag. Für Spandau Ballet kamen nur CBS und Chrysalis in die engere Wahl. Chrysalis bot eine Beteiligung von 14 % statt der üblichen 8 % und bekam den Zuschlag. Vertraglich war dabei der Vertrieb des bandeigenen Labels Reformation durch Chrysalis Records geregelt.
Mit der Unterzeichnung des Plattenvertrages im April 1980 kam sehr schnell der Erfolg. Die erste Single To Cut a Long Story Short schaffte es im November 1980 in nur zwei Wochen nach der Veröffentlichung in die britischen Charts und erreichte Platz 5, ebenso ihre erste LP Journeys to Glory (1981), die bereits zehn Tage nach den Studioaufnahmen veröffentlicht wurde. Die Alben Journeys to Glory und Diamond (1982) wurden vom Elektroniktüftler Richard James Burgess produziert, der auch am Sound der Band Visage beteiligt war, die ebenfalls zu den New Romantics zählen. Burgess prägte auch den Begriff „New Romantics“.
Mit dem im Frühjahr 1983 von Tony Swain und Steve Jolley produzierten Album True und der gleichnamigen Single, die beide die Chartspitze in Großbritannien erreichten, stellte sich dann auch der langersehnte Erfolg jenseits des Atlantiks und in Asien ein. Swain und Jolley veränderten den Sound der Band von den für New-Romantic-Bands obligatorischen Synthesizern hin zum souligen Pop, der von Hadleys Stimme dominiert war. Es folgte das, wie die seit 1981 entstandenen Alben, „in einem gefälligen Disco-Stil“ gehaltene Top-10-Album Parade (1984); über belanglose Dance-Music deutlich hinausgehend schließlich die LP Through the Barricades (1986). Allein in Großbritannien konnten sie zehn Singles in die Top Ten der Charts bringen, neben den genannten auch Musclebound/Glow, Chant No. 1 (Don’t Need This Pressure On), Instinction, Lifeline, Gold, Only When You Leave, I’ll Fly for You und Through the Barricades.
Ende 1984 war die Band an den Aufnahmen der Band-Aid-Single Do They Know It’s Christmas? beteiligt und nahm 1985 am Live-Aid-Projekt von Bob Geldof teil. Sie traten dort im Londoner Wembley-Stadion auf. Ende 1985 war die erfolgreiche LP The Singles Collection mit sämtlichen Single-Hits der Gruppe erschienen.
Nach Erscheinen der routinierte Pop- und Dance-Songs enthaltenden Platte Heart Like a Sky im Spätsommer 1989 begann der Erfolg zu bröckeln. Sie floppte für ihre Verhältnisse, auch wenn die LP und die Single-Auskopplungen Raw und Be Free With Your Love in den oberen Charts landeten. Nach internen Zerwürfnissen, die teils auch vor Gericht ausgetragen wurden, ging man im Jahr darauf getrennte Wege.

### Getrennte Wege und Reunion
Tony Hadley veröffentlichte im Frühjahr 1992 seine erste Soloplatte, und die Kemp-Brüder widmeten sich ab 1990 ihrer Schauspielkarriere. Für ihr Mitwirken als Hauptdarsteller in dem englischen Film The Krays von Peter Medak über die Kray-Zwillinge ernteten sie 1991 sehr gute Kritiken.
Gary Kemp spielte 1992 im Film Bodyguard eine Nebenrolle, Martin Kemp war in der britischen Seifenoper EastEnders zu sehen.
Gegen Ende der 1980er-Jahre, als die New Romantic-Welle verebbt war, erinnerte sich Gary Kemp an seine Kindheit im Londoner East End und an die Arbeiterklasse, der er entstammte. Er beteiligte sich am Projekt „Red Wedge“, das von Paul Weller ins Leben gerufen worden war und Jugendliche dazu bringen wollte, sich für (sozialdemokratische) Politik zu interessieren und zu engagieren.
Im März 2009 verkündete die Originalbesetzung von Spandau Ballet ihr Comeback und stand nach knapp 20 Jahren am 13. Oktober 2009 in Dublin erstmals wieder gemeinsam auf der Bühne. Für das im Herbst 2009 erschienene Album Once More wurden viele alte Hits mit neuem Arrangement aufgenommen. Die Welttournee führte die Band im März 2010 auch nach München, Berlin und Düsseldorf.
Am 31. Juli 2014 gab die Band auf ihrer Website bekannt, zusammen mit dem britischen Musikproduzenten Trevor Horn an einem neuen Album zu arbeiten.
Im Juli 2017 gab Hadley per Twitter seinen Ausstieg aus der Band bekannt.
Als neuer Sänger der Band wurde Ross William Wild in die Band genommen, die er allerdings im Frühjahr 2019 zugunsten eigener musikalischer Werke wieder verließ. Daraufhin kam es zur erneuten Auflösung der Band.

## Diskografie

### Studioalben
| Jahr | Titel                  | Höchstplatzierung, Gesamtwochen, AuszeichnungChartplatzierungen (Jahr, Titel, Platzierungen, Wochen, Auszeichnungen, Anmerkungen) | Höchstplatzierung, Gesamtwochen, AuszeichnungChartplatzierungen (Jahr, Titel, Platzierungen, Wochen, Auszeichnungen, Anmerkungen) | Höchstplatzierung, Gesamtwochen, AuszeichnungChartplatzierungen (Jahr, Titel, Platzierungen, Wochen, Auszeichnungen, Anmerkungen) | Höchstplatzierung, Gesamtwochen, AuszeichnungChartplatzierungen (Jahr, Titel, Platzierungen, Wochen, Auszeichnungen, Anmerkungen) | Anmerkungen                              |
| Jahr | Titel                  | DE | CH | UK | US | Anmerkungen                              |
| ---- | ---------------------- | --- | --- | --- | --- | ---------------------------------------- |
| 1981 | Journeys to Glory      | — | — | UK5 Gold · (29 Wo.)UK | — | Erstveröffentlichung: 6. März 1981       |
| 1982 | Diamond                | — | — | UK15 Gold · (17 Wo.)UK | — | Erstveröffentlichung: 5. März 1982       |
| 1983 | True                   | DE8 Gold · (42 Wo.)DE | — | UK1 Platin · (90 Wo.)UK | US21 (4 Wo.)US | Erstveröffentlichung: 4. März 1983       |
| 1984 | Parade                 | DE7 (19 Wo.)DE | CH9 (9 Wo.)CH | UK2 Platin · (39 Wo.)UK | US50 (16 Wo.)US | Erstveröffentlichung: 25. Mai 1984       |
| 1986 | Through the Barricades | DE9 (23 Wo.)DE | CH25 (1 Wo.)CH | UK7 Platin · (19 Wo.)UK | — | Erstveröffentlichung: 21. November 1986  |
| 1989 | Heart Like a Sky       | DE29 (11 Wo.)DE | — | UK31 (3 Wo.)UK | — | Erstveröffentlichung: 23. September 1989 |
| 2009 | Once More              | DE30 (3 Wo.)DE | — | UK7 Gold · (5 Wo.)UK | — | Erstveröffentlichung: 19. Oktober 2009   |

grau schraffiert: keine Chartdaten aus diesem Jahr verfügbar

### Livealben
- 2005: Live from the N. E. C. (2 CDs)

### Kompilationen
| Jahr | Titel                                       | Höchstplatzierung, Gesamtwochen, AuszeichnungChartplatzierungen (Jahr, Titel, Platzierungen, Wochen, Auszeichnungen, Anmerkungen) | Höchstplatzierung, Gesamtwochen, AuszeichnungChartplatzierungen (Jahr, Titel, Platzierungen, Wochen, Auszeichnungen, Anmerkungen) | Höchstplatzierung, Gesamtwochen, AuszeichnungChartplatzierungen (Jahr, Titel, Platzierungen, Wochen, Auszeichnungen, Anmerkungen) | Höchstplatzierung, Gesamtwochen, AuszeichnungChartplatzierungen (Jahr, Titel, Platzierungen, Wochen, Auszeichnungen, Anmerkungen) | Anmerkungen                              |
| Jahr | Titel                                       | DE | CH | UK | US | Anmerkungen                              |
| ---- | ------------------------------------------- | --- | --- | --- | --- | ---------------------------------------- |
| 1985 | The Singles Collection                      | — | — | UK3 ×2Doppelplatin · (54 Wo.)UK                                                                                                   | — | Erstveröffentlichung: 4. November 1985   |
| 1991 | The Best of Spandau Ballet                  | — | — | UK44 Silber · (3 Wo.)UK | — | Erstveröffentlichung: 16. September 1991 |
| 2000 | Gold – The Best of Spandau Ballet           | — | — | UK7 Platin · (30 Wo.)UK | — | Erstveröffentlichung: 4. September 2000  |
| 2014 | The Story – The Very Best of Spandau Ballet | — | — | UK8 Gold · (14 Wo.)UK | — | Erstveröffentlichung: 10. Oktober 2014   |
| 2020 | 40 Years – The Greatest Hits                | — | — | UK15 Silber · (4 Wo.)UK | — | Erstveröffentlichung: 27. November 2020  |

Weitere Kompilationen
- 1986: The Twelve Inch Mixes
- 1989: The Best Of
- 1994: Greatest Hits
- 1996: The Best of Spandau Ballet
- 1997: The Collection
- 2002: Reformation
- 2003: The Collection II
- 2005: The Essential
- 2012: The Albums 1980–84 (Box mit 4 CDs)

### Singles
| Jahr | Titel Album                                         | Höchstplatzierung, Gesamtwochen, AuszeichnungChartplatzierungen (Jahr, Titel, Album, Platzierungen, Wochen, Auszeichnungen, Anmerkungen) | Höchstplatzierung, Gesamtwochen, AuszeichnungChartplatzierungen (Jahr, Titel, Album, Platzierungen, Wochen, Auszeichnungen, Anmerkungen) | Höchstplatzierung, Gesamtwochen, AuszeichnungChartplatzierungen (Jahr, Titel, Album, Platzierungen, Wochen, Auszeichnungen, Anmerkungen) | Höchstplatzierung, Gesamtwochen, AuszeichnungChartplatzierungen (Jahr, Titel, Album, Platzierungen, Wochen, Auszeichnungen, Anmerkungen) | Anmerkungen                              |
| Jahr | Titel Album                                         | DE | CH | UK | US | Anmerkungen                              |
| ---- | --------------------------------------------------- | --- | --- | --- | --- | ---------------------------------------- |
| 1980 | To Cut a Long Story Short Journeys to Glory         | — | — | UK5 Silber · (11 Wo.)UK | — | Erstveröffentlichung: 3. November 1980   |
| 1981 | The Freeze Journeys to Glory                        | — | — | UK17 (8 Wo.)UK | — | Erstveröffentlichung: 12. Januar 1981    |
| 1981 | Musclebound Journeys to Glory                       | — | — | UK10 (10 Wo.)UK | — | Erstveröffentlichung: 23. März 1981      |
| 1981 | Chant No. 1 (I Don’t Need This Pressure On) Diamond | — | — | UK3 Silber · (11 Wo.)UK | — | Erstveröffentlichung: 6. Juli 1981       |
| 1981 | Paint Me Down Diamond                               | — | — | UK30 (5 Wo.)UK | — | Erstveröffentlichung: 2. November 1981   |
| 1982 | She Loved Like Diamond Diamond                      | — | — | UK49 (4 Wo.)UK | — | Erstveröffentlichung: 11. Januar 1982    |
| 1982 | Instinction Diamond                                 | — | — | UK10 (10 Wo.)UK | — | Erstveröffentlichung: 29. März 1982      |
| 1982 | Lifeline True                                       | — | — | UK7 (9 Wo.)UK | — | Erstveröffentlichung: 20. September 1982 |
| 1983 | Communication True                                  | — | — | UK12 (10 Wo.)UK | US59 (7 Wo.)US | Erstveröffentlichung: 31. Januar 1983    |
| 1983 | True                                                | DE9 (17 Wo.)DE | CH5 (7 Wo.)CH | UK1 Platin · (15 Wo.)UK | US4 (18 Wo.)US | Erstveröffentlichung: 11. April 1983     |
| 1983 | Gold True                                           | DE16 (16 Wo.)DE | — | UK2 Platin · (9 Wo.)UK | US29 (12 Wo.)US | Erstveröffentlichung: 1. August 1983     |
| 1983 | Pleasure True                                       | DE61 (6 Wo.)DE | — | — | — | Erstveröffentlichung: November 1983      |
| 1984 | Only When You Leave Parade                          | DE26 (12 Wo.)DE | CH20 (7 Wo.)CH | UK3 (13 Wo.)UK | US34 (12 Wo.)US | Erstveröffentlichung: 18. Mai 1984       |
| 1984 | I’ll Fly for You Parade                             | — | — | UK9 (12 Wo.)UK | — | Erstveröffentlichung: 13. August 1984    |
| 1984 | Highly Strung Parade                                | — | — | UK15 (8 Wo.)UK | — | Erstveröffentlichung: 8. Oktober 1984    |
| 1984 | Round and Round Parade                              | — | — | UK18 (8 Wo.)UK | — | Erstveröffentlichung: 26. November 1984  |
| 1986 | Fight for Ourselves Through the Barricades          | DE32 (10 Wo.)DE | CH23 (5 Wo.)CH | UK15 (7 Wo.)UK | — | Erstveröffentlichung: 14. Juli 1986      |
| 1986 | Through the Barricades                              | DE14 (13 Wo.)DE | — | UK6 Silber · (10 Wo.)UK | — | Erstveröffentlichung: 27. Oktober 1986   |
| 1987 | How Many Lies? Through the Barricades               | — | — | UK34 (4 Wo.)UK | — | Erstveröffentlichung: 2. Februar 1987    |
| 1988 | Raw Heart Like a Sky                                | — | — | UK47 (3 Wo.)UK | — | Erstveröffentlichung: 22. August 1988    |
| 1989 | Be Free with Your Love Heart Like a Sky             | DE52 (13 Wo.)DE | — | UK42 (4 Wo.)UK | — | Erstveröffentlichung: 14. August 1989    |
| 1989 | Empty Spaces Heart Like a Sky                       | — | — | UK94 (2 Wo.)UK | — | Erstveröffentlichung: 13. November 1989  |
| 1990 | Crashed into Love Heart Like a Sky                  | — | — | UK96 (2 Wo.)UK | — | Erstveröffentlichung: 12. Februar 1990   |
| 2009 | Once More                                           | — | — | UK82 (1 Wo.)UK | — | Erstveröffentlichung: 19. Oktober 2009   |

Weitere Singles
- 1985: The Smash Hits Interview (Flexi)
- 1987: To Cut a Long Story Short
- 2000: Gold (The Sun Mixes)
- 2014: This Is the Love (VÖ: 3. Oktober)
- 2015: Gold (Live 1983)

### Videoalben
- 1981: The Video Collection
- 1987: Over Britain – Live in London!
- 1990: Live
- 1991: The Best of Spandau Ballet
- 2004: Live from the N. E. C.
- 2009: The Reformation Tour 2009: Live at the O2 (UK: Gold)
- 2014: Soul Boys of the Western World

## Auszeichnungen für Musikverkäufe
| Goldene Schallplatte - Australien - 1984: für das Album Parade - Dänemark - 2024: für die Single True - Kanada - 1983: für die Single True - Italien - 2015: für das Album Once More - 2019: für die Single Through the Barricades - 2024: für die Single Gold - 2024: für die Single True - Japan - 1985: für das Album Parade - Neuseeland - 1981: für das Album Journeys to Glory - Niederlande - 1986: für das Album Through the Barricades - Spanien - 1983: für das Album True - 1987: für das Album Through the Barricades - 1990: für das Album Heart Like a Sky - 2024: für die Single True | Platin-Schallplatte - Kanada - 1983: für das Album Spandau Ballet - Neuseeland - 1985: für das Album Parade - 1986: für das Album The Singles Collection - Niederlande - 1983: für das Album True - 1984: für das Album Parade - Spanien - 2001: für das Album Gold – The Best of Spandau Ballet 2× Platin-Schallplatte - Neuseeland - 1984: für das Album True |

Anmerkung: Auszeichnungen in Ländern aus den Charttabellen bzw. Chartboxen sind in ebendiesen zu finden.
| Land/RegionAuszeichnungen für Musikverkäufe (Land/Region, Auszeichnungen, Verkäufe, Quellen) | Silber     | Gold       | Platin       | Verkäufe  | Quellen                                 |
| -------------------------------------------------------------------------------------------- | ---------- | ---------- | ------------ | --------- | --------------------------------------- |
| Australien (ARIA)                                                                            | —          | Gold1      | —            | 35.000    | worldradiohistory.com (PDF-Datei, S. 3) |
| Dänemark (IFPI)                                                                              | —          | Gold1      | —            | 45.000    | ifpi.dk                                 |
| Deutschland (BVMI)                                                                           | —          | Gold1      | —            | 250.000   | musikindustrie.de                       |
| Italien (FIMI)                                                                               | —          | 4× Gold4   | —            | 150.000   | fimi.it                                 |
| Japan (RIAJ)                                                                                 | —          | Gold1      | —            | 100.000   | worldradiohistory.com (PDF-Datei, S. 5) |
| Kanada (MC)                                                                                  | —          | Gold1      | Platin1      | 150.000   | musiccanada.com                         |
| Neuseeland (RMNZ)                                                                            | —          | Gold1      | 4× Platin4   | 90.000    | aotearoamusiccharts.co.nz               |
| Niederlande (NVPI)                                                                           | —          | Gold1      | 2× Platin2   | 250.000   | nvpi.nl                                 |
| Spanien (Promusicae)                                                                         | —          | 4× Gold4   | Platin1      | 280.000   | elportaldemusica.es ES2                 |
| Vereinigtes Königreich (BPI)                                                                 | 5× Silber5 | 5× Gold5   | 8× Platin8   | 4.395.000 | bpi.co.uk                               |
| Insgesamt                                                                                    | 5× Silber5 | 20× Gold20 | 16× Platin16 |           |                                         |